# 205599 Walkowicz
205599 Walkowicz este un asteroid din centura principală de asteroizi.

## Descriere
205599 Walkowicz este un asteroid din centura principală de asteroizi. A fost descoperit pe 14 octombrie 2001 la Apache Point Observatory în cadrul programului Sloan Digital Sky Survey. Asteroidul prezintă o orbită caracterizată de o semiaxă mare de 2,14 ua, o excentricitate de 0,03 și o înclinație de 2,9° în raport cu ecliptica.